# 최진탁
최진탁(1953년 4월 8일~)은 대한민국의 대학 교수로, 인천대학교 정보기술대학 학장이자, 융복합지식학회의 회장이다. 경북 영천 생으로, 경희대학교 대학원의 전자공학 박사학위를 받았다.

## 경력
- 1989년 4월 '자료구조' 저서
- 1990년 1월 'dBASEⅢPLUS 사용법' 저서
- 1993년 9월 'dBASE 3 PLUS' 저서
- 1994년 3월 '퍼스널컴퓨터 입문과 활용' 저서
- 1999년 8월 'VISUAL BASIC 6' 저서
- 2003년 2월 'C# PROGRAMMING' 저서
- 2004년 9월 '데이터베이스와 액세스 활용' 저서
- 2006년 1월 '데이터베이스와 오라클' 저서
- 2008년 7월 인천대학교 정보기술대학 학장 취임
- 2011년 8월 융복합지식학회 회장 취임